# Joan Stuart
Joan Stuart (1951-1981) est une actrice  canadienne anglophone de télévision, cinéma et théâtre.
Elle est particulièrement connue pour ses prestations dans Les Femmes de 30 ans (1978), Comedy Cafe (1970) et Just Ask, Inc. (1981).

## Biographie

### Théâtre
Joan Stuart a joué dans Up Tempo '59, une revue musicale décalée, au Café André, 2077 rue Victoria à Montréal, pendant plus de 20 semaines. Il y avait deux spectacles tous les soirs. Sylvia Gillespie, Frank Blanche et Joan Stuart figuraient parmi les jeunes acteurs de premier plan de la distribution,.
À l'été 1965, Joan Stuart a joué avec Howard Ryshpan dans la pièce The Tiger écrite par Murray Schisgal, produite par Montreal Instant Theatre pour Piggery Playhouse Guild inc au Piggery-Summer Theatre à North Hatley, inauguré(e)[Quoi ?] le 2 août 1965. Cette pièce sera jouée le 21 octobre 1965 à l'Institut canadien du Cercle canadien des femmes.

### Télévision
- "Un monde de musique", 23 octobre 1960. Animateur : Wally Koster. Devinez[Comment ?] : Joan Stuart, Shirley Shaw et Doug Chamberlain[5].
- En 1968, Cullen et Joan Stuart sont apparus sous les noms de Giles et Penelope dans « L'Anglaise », un segment[Quoi ?] récurrent sur un Canadien français avec une épouse canadienne-anglaise, dans la série humoristique Funny You should Say That sur Radio-Canada.

### Filmographie
- 1966 : Once Upon a Prime Time (court métrage)[6]
- 1970 : 
  - Comedy Crackers (série télévisée)
  - Comedy Cafe (série télévisée)
  - Zut! (série télévisée)
- 1971 : Tiki Tiki (voix)
- 1975 : Nic et Pic (Nic and Pic, série télévisée ; personnage de Nic dans la version anglaise, voix)
- 1978 : Les Femmes de 30 ans (Alice)
- vers 1980 : Just Ask, Inc. (série télévisée ; Lustra)
- 1981 : Kiss (court-métrage)

### Crédit personnel
- Tee-Won Short, Episode # 1, 1970 (court-métrage documentaire)
- Tee-Won Short, Episode # 2, 1970 (idem)
- Comedy Crackers (série télévisée, épisode du 4 mars 1970).